# Moylagh
Moylagh (en irlandais, Maigh Locha|la plaine du lac) est une paroisse civile et un townland au nord-ouest du comté de Meath, en Irlande.

## Géographie
Le townland de Moylagh fait partie de la paroisse catholique romaine d'Oldcastle et Moylagh.